# Twixt Love and Fire
Twixt Love and Fire er en amerikansk stumfilm fra 1914 af George Nichols.

## Medvirkende
- Roscoe 'Fatty' Arbuckle
- Peggy Pearce
- Cecile Arnold
- Charles Avery
- Harold Lloyd